# Eraldo Çinari
Eraldo Çinari (Scutari, 11 ottobre 1996) è un calciatore albanese, centrocampista o attaccante svincolato.

## Carriera

### Club
Cresciuto nelle giovanili del Vllaznia, con cui debutta nella massima serie albanese nel 2014.
Il 6 luglio 2018 viene acquistato a titolo definitivo per 20.000 euro dalla squadra spagnola dell'Alavés. Il 7 luglio 2018 viene ceduto in prestito secco per una stagione alla squadra croata dell'Istria 1961.

### Nazionale
Ha giocato nella nazionale albanese Under-19.
Debutta con la maglia della nazionale albanese Under-21 il 27 marzo 2018 nella partita valida per le qualificazioni all'Europeo 2019, persa per 4-1 contro la Slovacchia.

## Statistiche

### Presenze e reti nei club
Statistiche aggiornate al 3 marzo 2024.
| Stagione                | Squadra                 | Campionato              | Campionato | Campionato | Coppe nazionali | Coppe nazionali | Coppe nazionali | Coppe continentali | Coppe continentali | Coppe continentali | Altre coppe | Altre coppe | Altre coppe | Totale | Totale |
| Stagione                | Squadra                 | Comp                    | Pres       | Reti       | Comp            | Pres            | Reti            | Comp               | Pres               | Reti               | Comp        | Pres        | Reti        | Pres   | Reti   |
| ----------------------- | ----------------------- | ----------------------- | ---------- | ---------- | --------------- | --------------- | --------------- | ------------------ | ------------------ | ------------------ | ----------- | ----------- | ----------- | ------ | ------ |
| dic. 2014-2015          | Vllaznia                | KS                      | 15         | 2          | CA              | 2               | 0               | -                  | -                  | -                  | -           | -           | -           | 17     | 2      |
| 2015-2016               | Vllaznia                | KS                      | 32         | 6          | CA              | 4               | 0               | -                  | -                  | -                  | -           | -           | -           | 36     | 6      |
| 2016-2017               | Vllaznia                | KS                      | 27         | 2          | CA              | 3               | 2               | -                  | -                  | -                  | -           | -           | -           | 30     | 4      |
| 2017-2018               | Vllaznia                | KS                      | 33         | 6          | CA              | 3               | 0               | -                  | -                  | -                  | -           | -           | -           | 36     | 6      |
| Totale Vllaznia         | Totale Vllaznia         | Totale Vllaznia         | 107        | 16         |                 | 12              | 2               |                    | -                  | -                  |             | -           | -           | 119    | 18     |
| 2018-2019               | Partizani Tirana        | KS                      | 21         | 6          | CA              | 6               | 4               | UEL                | -                  | -                  | -           | -           | -           | 27     | 10     |
| 2019-2020               | Partizani Tirana        | KS                      | 31         | 10         | CA              | 2               | 1               | UCL+UEL            | 2+2                | 0                  | SA          | 1           | 0           | 38     | 11     |
| 2020-2021               | Partizani Tirana        | KS                      | 22         | 8          | CA              | 1               | 0               | -                  | -                  | -                  | -           | -           | -           | 23     | 8      |
| Totale Partizani Tirana | Totale Partizani Tirana | Totale Partizani Tirana | 74         | 24         |                 | 9               | 5               |                    | 4                  | 0                  |             | 1           | 0           | 88     | 29     |
| 2021-2022               | Samsunspor              | 1L                      | 13         | 0          | CT              | 2               | 1               | -                  | -                  | -                  | -           | -           | -           | 15     | 1      |
| 2022-gen. 2023          | Samsunspor              | 1L                      | 0          | 0          | CT              | 0               | 0               | -                  | -                  | -                  | -           | -           | -           | 0      | 0      |
| Totale Samsunspor       | Totale Samsunspor       | Totale Samsunspor       | 13         | 0          |                 | 2               | 1               |                    | -                  | -                  |             | -           | -           | 15     | 1      |
| gen.-giu. 2023          | Škendija                | PL                      | 14         | 8          | CM              | 1               | 0               | UECL               | -                  | -                  | -           | -           | -           | 15     | 8      |
| 2023-2024               | Škendija                | PL                      | 20         | 4          | CM              | 0               | 0               | UECL               | 2                  | 0                  | -           | -           | -           | 22     | 4      |
| Totale Škendija         | Totale Škendija         | Totale Škendija         | 34         | 12         |                 | 1               | 0               |                    | 2                  | 0                  |             | -           | -           | 37     | 12     |
| Totale carriera         | Totale carriera         | Totale carriera         | 228        | 52         |                 | 24              | 8               |                    | 6                  | 0                  |             | 1           | 0           | 259    | 60     |

### Cronologia presenze e reti in nazionale
| Cronologia completa delle presenze e delle reti in nazionale ― Albania under 21 | Cronologia completa delle presenze e delle reti in nazionale ― Albania under 21 | Cronologia completa delle presenze e delle reti in nazionale ― Albania under 21 | Cronologia completa delle presenze e delle reti in nazionale ― Albania under 21 | Cronologia completa delle presenze e delle reti in nazionale ― Albania under 21 | Cronologia completa delle presenze e delle reti in nazionale ― Albania under 21 | Cronologia completa delle presenze e delle reti in nazionale ― Albania under 21 | Cronologia completa delle presenze e delle reti in nazionale ― Albania under 21 |
| Data                                                                            | Città                                                                           | In casa                                                                         | Risultato                                                                       | Ospiti                                                                          | Competizione                                                                    | Reti                                                                            | Note                                                                            |
| ------------------------------------------------------------------------------- | ------------------------------------------------------------------------------- | ------------------------------------------------------------------------------- | ------------------------------------------------------------------------------- | ------------------------------------------------------------------------------- | ------------------------------------------------------------------------------- | ------------------------------------------------------------------------------- | ------------------------------------------------------------------------------- |
| 27-3-2018                                                                       | Žilina                                                                          | Slovacchia under 21                                                             | 4 – 1                                                                           | Albania under 21                                                                | Qual. Europeo Under-21 2019                                                     | -                                                                               |                                                                                 |
| 5-6-2018                                                                        | Elbasan                                                                         | Albania under 21                                                                | 3 – 2                                                                           | Bielorussia under 21                                                            | Amichevole                                                                      | -                                                                               | 63’ 68’                                                                         |
| 8-6-2018                                                                        | Elbasan                                                                         | Albania under 21                                                                | 1 – 1                                                                           | Bielorussia under 21                                                            | Amichevole                                                                      | -                                                                               |                                                                                 |
| Totale                                                                          |                                                                                 | Presenze                                                                        | 3                                                                               |                                                                                 | Reti                                                                            | 0                                                                               |                                                                                 |

## Palmarès

### Club

#### Competizioni nazionali
- Campionato albanese: 1

Partizani Tirana: 2018-2019
- Supercoppa d'Albania: 1

Partizani Tirana: 2019
- Coppa d'Armenia: 1

Noah: 2024-2025
- Campionato armeno: 1

Noah: 2024-2025